# Бежар, Морис
Мори́с Бежа́р (фр. Maurice Béjart, настоящее имя Морис-Жан Берже́ (фр.  Maurice-Jean Berger), 1 января 1927, Марсель — 22 ноября 2007, Лозанна) — французский танцовщик и балетмейстер, театральный и оперный режиссёр, один из крупнейших хореографов XX века.
Сын философа, деятеля культуры и образования Гастона Берже (1896—1960). В качестве сценического псевдонима «Бежар» взял фамилию жены Мольера — драматурга, который был для него эталоном (ему Бежар посвятил свой спектакль Le Molière imaginaire).

## Биография
Морис — сын крупного философа, деятеля культуры и образования Гастона Берже (1896—1960). В возрасте семи лет потерял мать.
Под влиянием увиденной постановки Сержа Лифаря решил посвятить себя балету. Учился в Париже у русских эмигранток Ольги Преображенской, мадам Рузанн, Любови Егоровой и Веры Волковой.
В 1951 году в Стокгольме в соавторстве с Биргит Кульберг поставил свой первый балет. В 1954 году основал собственную танцевальную компанию Ballet de l’Etoile.
В 1960 году в Брюсселе основал труппу «Ballet du XXe Siècle». В 1970 году открыл при труппе балетную школу-студию «Мудра».
В 1973 году принял ислам шиитского толка.
В 1978 году вместе с труппой гастролировал в Москве. Министр культуры СССР П. Н. Демичев поначалу дал ему согласие на постановку спектакля в Большом театре, однако вечером того же дня, после грандиозного успеха у публики, балетмейстеру отказали в контракте, так как первый заместитель министра Ю. Я. Барабаш заявил, что Бежар «может отрицательно повлиять на традиции русского балета».
В 1987 году переехал вместе со своей труппой из Брюсселя в Лозанну, где она сменила название на Béjart Ballet Lausanne.
Работал в кино, в том числе — с Клодом Лелушем («Одни и другие», 1981).
Дружил с модельером Джанни Версаче, который создал костюмы для многих его спектаклей.

## Постановки
- 1955 — «Симфония для одинокого человека[фр.]» (Symphonie pour un homme seul), Париж
- 1956 — «Высокое напряжение» (High Voltage)
- 1957 — «Соната для троих» (Sonate à trois), Эссен; «Пульчинелла», Льеж
- 1958 — «Орфей» («Orphée»), Льеж
- 1959 — «Весна священная», театр «Ла Монне», Брюссель
- 1960 — «Такой сладкий гром» (Such Sweet Thunder)
- 1961 — «Болеро», театр «Ла Монне», Брюссель
- 1961 — «Четыре сына Эмона[фр.]», Брюссель
- 1964 — «Симфония № 9», La Damnation de Faust, Брюссель
- 1965 — «Вариации для двери и вздохов[фр.]»
- 1966 — «Ромео и Джульетта», Брюссель
- 1967 — «Месса по настоящему времени[фр.]», Авиньон
- 1968 — «Бхакти» (Bhakti), Авиньон
- 1969 — «Номос-Альфа» (Nomos Alpha)
- 1971 — «Песни странствующего подмастерья» (Songs of a Wayfarer)
- 1972 — «Нижинский — клоун Божий» (Nijinski, clown de Dieu), Брюссель
- 1973 — «Голестан» (Golestan)
- декабрь 1974 — «Что мне рассказывает любовь» на музыку 4, 5 и 6 частей Третьей симфонии Густава Малера, Опера Монте-Карло, Монако
- 1975 — «Складка на складку» (Pli selon pli), Брюссель
- 1975 — «Наш Фауст» (Notre Faust), Брюссель
- 1976 — «Гелиогабал» (Heliogabale), Иран
- 1976 — «Айседора», Опера Монте-Карло, Монако
- 1976 — «Мнимый Мольер» (Le Molière imaginaire), театр Комеди Франсэз, Париж
- 1977 — «Петрушка», Брюссель
- 1979 — «Леда» (Leda), Париж
- 1980 — «Эрос-Танатос» (Eros Thanatos), Афины
- 1982 — «Вена, Вена, город моей мечты» (Wien, Wien, nur du allein), Брюссель
- 1983 — «Месса будущего» (Messe pour le temps futur), Брюссель
- 1987 — «Воспоминания о Ленинграде» (Souvenir de Léningrad), Лозанна
- 1988 — «Пиаф» (Piaf), Токио
- 1989 — «1789 год… и мы» (1789… et nous), Париж
- 1990 — «Кольцо вокруг кольца» (Ring um den Ring), Немецкая опера, Берлин
- 1990 — «Пирамида» (Pyramide), Каир
- 1991 — «Смерть в Вене» (Tod in Wien), Вена
- 1992 — «Ночь превращения» (La Nuit Transfiguret), Лозанна
- 1993 — Mr. С. (в честь Чарли Чаплина, с участием Анны-Эмилии Чаплин), театр Ла Фениче, Венеция
- 1993 — «Эпизоды» (Les Episodes)
- 1993 — «Сисси, императрица австрийская» (Sissi, L’Impératrice Autriche), для Сильви Гиллем, музыка Иоганна Штрауса (Императорский вальс[англ.]), костюмы Джанни Версаче, Лозанна, к/т «Метрополь»
- 1993 — «Волшебный мандарин» (Le Mandarin Mervelleau), музыка Белы Бартока, Лозанна
- 1995 — «Насчёт Шехеразады» À propos de Shéhérazade, Берлин
- 1997 — «Дом священника… Балет для жизни» (Le Presbytère… Ballet for Life), Париж
- 1999 — «Шёлковый путь» (La Route de la soie), Лозанна
- 2000 — «Дитя-король» (Enfant-roi), Версаль
- 2001 — «Танго» (Tangos (фр.)), Генуя
- 2001 — «Манос» (Manos (фр.)), Лозанна
- 10 декабря 2001 — «Брель и Барбара», Лозанна
- 2002 — «Мать Тереза и дети мира» (Mère Teresa et les enfants du monde)
- 2003 — «Чао, Федерико» (Ciao Federico), в честь Федерико Феллини
- 2005 — «Любовь — танец» (L’Amour — La Danse)
- 2006 — «Заратустра» (Zarathoustra)
- 2007 — «Вокруг света за 80 минут» (Le Tour du monde en 80 minutes)
- 2007 — «Спасибо, Джанни, с любовью» (Grazie Gianni con amore), памяти Джанни Версаче

## Признание
- 1974 — премия Эразмус
- 1986 — посвящён в рыцари императором Японии
- 1993 — Императорская премия
- 1994 — премия le Prix Allemand de la Danse
- 2003 — приз «Бенуа танца» («За жизнь в искусстве»)
- 2006 — Золотая медаль за заслуги в области искусств[англ.], Испания
- Член Французской академии художеств
- Почётный гражданин Лозанны

## Фильмография
Морис Бежар выступал в кино в качестве режиссёра, балетмейстера и актёра:
- 1959 — «Симфония для одинокого человека», хореография и исполнение Мориса Бежара, режиссёр Луис Куни[9]
- 1975 — «Я родился в Венеции», режиссёр Морис Бежар (с участием Хорхе Донна, Шоны Мирк, Филиппа Лизона и певицы Барбары)
- 1988 — Les Enfants de la danse, документальный фильм, режиссёр Дирк Сандерс[фр.].
- 2002 — B comme Béjart, документальный фильм[10]

## Бежар в России
В 1987 году труппа «Bejart ballet Lausanne» гастролировала в Ленинграде и участвовала съёмках фильма «Grand pas в Белую ночь».
В 1998 году труппа «Rudra Bejart ballet de Lausanne» побывала в Москве.
В 2003 году труппа Бежара выступала в Москве со спектаклем «Мать Тереза и Дети мира» на сцене зала «Россия»
В 2006 году состоялись гастроли в Москве
В течение многих лет с Бежаром плодотворно сотрудничала великая балерина Майя Плисецкая.
«Когда-то я учился танцевать у русских: мадам Егоровой, мадам Волковой. Протанцевал весь классический балет, но как в жизни нет зримой черты между прошлым и будущим, так и в балете нет границы между классикой и современностью. Мне кажется, язык тела может высказать любую идею», — любил говорить сам Бежар.

## Последователи Бежара
Морис Бежар запретил исполнение своих постановок без разрешения, его хореографический стиль знают только артисты, которые работали лично с ним. Но многие звёзды балета учили постановки по видео и исполняли номера в галаконцертах. Исполнение было на высшем уровне, но абсолютно «своё»; и Бежар говорил: «Это не имеет ничего общего с моей хореографией». (Ça rien à voir avec ma chorégraphie). Так, исполнение Дианы Вишнёвой pas de deux из балета «Бхакти» (Bhakti), а также выступление Фаруха Рузиматова в «Адажиэтто» было встречено овациями публики, но стоило импресарио Сасаки-сан $10000 штрафа. В то же время постановки Бежара разрешены Сильви Гиллем и многим другим артистам, не искажающим стиль хореографа.
Одним из последователей Мориса Бежара стал Миша ван Хук (Misha Van Hoecke), который работал в труппе «Балет XX века» около 25 лет.
В 2007 году был создан Фонд Мориса Бежара. Ему принадлежат все права на творчество хореографа. Фонд оказывает поддержку «Bejart ballet Lausanne» и «Ecole-Atelier Rudra Béjart». Труппой руководит Жиль Роман, танцор, который присоединился к «Ballet du XXe Siècle» в 1979 году и в течение почти тридцати лет интерпретировал самые известные балеты Мориса Бежара.

## Тексты о балете
- Un Instant dans la vie d’autrui: mémoires. Paris: Flammarion, 1979.
- Le ballet des mots. Paris: Les Belles Lettres; Archimbaud, 1994
- Ainsi danse Zarathoustra: entretiens avec Michel Robert. Arles: Actes Sud, 2006.

## Публикации на русском языке
- Морис Бежар. Книга 1: Мгновения в жизни другого. Книга 2: В чьей жизни? / пер. с франц. Л. Зониной и М. Зониной. Послесловие В. Гаевского. — М.: Союзтеатр, 1989. — (Мемуары). — 10,000 экз.